# Dvojné číslo
Dvojné číslo (duál) je mluvnická kategorie čísla vyjadřující dvojnost, párovost.
Z dnešních jazyků má dvojné číslo např. slovinština, lužická srbština, litevština, arabština, maltština, sámské jazyky, namaština nebo většina znakových jazyků. Vyskytovalo se také ve starých indoevropských jazycích a biblické hebrejštině.  Pozůstatky duálu lze identifikovat mimo jiné ve většině indoevropských jazyků včetně češtiny.

## Čeština
Český jazyk používal dvojné číslo u podstatných jmen a sloves zhruba do 15. století (např. v básni Podkoní a žák), dodnes tak obsahuje pozůstatky po jeho dřívějším širším používání. Jeho pozůstatky můžeme najít u několika podstatných jmen, číslovek a v nespisovné mluvě.

### Duál u podstatných jmen
Používá se ve vyjádření některých párových částí těla: ruce, nohy, oči, uši a jejich zdrobněliny. Duálové tvary se vyskytují pouze tehdy, pokud mluvíme o částech těla: stojím nohama na zemi x stůl se třemi nohami.
Pokud hovoříme o částech těla, používá se duál jako běžné množné číslo, tedy i v případě, že hovoříme o více než dvou nohou, očích atd. U duálové koncovky pak dochází ke shodě i u přídavných jmen (špinavýma nohama), zájmen (svýma nohama), a u číslovek tři a čtyři (třema nohama, čtyřma nohama x pěti nohama). Pozůstatkem duálu jsou i nepravidelné skloňovací typy u jiných párových částí těla: ramenou, kolenou, prsou, tyto výrazy ale duálové koncovky jiným slovům nepřiřazují: třemi koleny. Duál najdeme také v názvu pražského Domu „U Dvou slunců“: Vlastně by stačilo i jen "U slunců", protože bývalo gramaticky jasné, že jde o číslovku dvě. Stejně tak je duálem ovlivněna i hra šachy. Mluvíme-li při hře o daných párových figurkách, můžeme díky tradici použít (gramaticky správně) i duálový tvar: koněma blokoval šach.

### Duál u číslovek
Duálové skloňování mají číslovky dva, oba. Spisovný tvar je tedy např. s těmi dvěma otázkami. Duál se objevuje i ve vyjádření dvě stě místo dvě sta.

### Duál v nespisovné mluvě
V obecné češtině a ve většině nářečí se přenáší tvar sedmého pádu duálu do téhož pádu plurálu, jako např. s těma hloupejma kamarádama, saň s třema hlavama. Podstatná jména všech rodů tak mají v instrumentálu plurálu jednotné zakončení -ma, které rovněž přebírají přídavná jména, zájmena a číslovky.

### Další příklady
Řeší se zejména sedmý pád, navíc samozřejmě v množném čísle:
- Kýval (oběma) nohama. Pes stál dvěma nohama ve vodě. – Obě slova mají shodu v zakončení na -ma, vycházející z dvojného čísla. Vliv tu má i životnost.
- Setkal se se dvěma ženami. – Dvojným číslem jsou ovlivněny pouze případy pro číslovku dvě.
- Podělil se se dvěma osobami, s oběma lidmi. – Jde i o jiný rod než ryze ženský.
- Ale už vůbec ne: Musel se podělit ještě se třemi osobami. – Obě slova již zůstávají neovlivněna dvojným číslem: Mají zakončení -mi

## Polština
Polština používala dvojné číslo ve svých nejstarších formách. V dnešní polštině některé párové objekty, jako „dvě oči“, „dvě ruce“, používají v některých pádech duál. Pozůstatky duálu zůstaly také v některých číslovkách.
Podstatná jména oko a ucho mají dva způsoby skloňování ve plurálu, v závislosti na životnosti:
| Przypadek (pád)       | Liczba pojedyncza (singulár) | Liczba mnoga (plurál)  |
| --------------------- | ---------------------------- | ---------------------- |
| Mianownik (Nominativ) | oko                          | oczy                   |
| Dopełniacz            | oka                          | oczu                   |
| Celownik              | oku                          | oczom                  |
| Biernik               | oko                          | oczy                   |
| Narzędnik             | okiem                        | oczami / knižn. oczyma |
| Miejscownik           | oku                          | oczach                 |
| Wołacz                | oko                          | oczy                   |

| Przypadek (pád)          | Liczba pojedyncza (singulár) | Liczba mnoga (plurál) |
| ------------------------ | ---------------------------- | --------------------- |
| Mianownik (Nominativ)    | oko                          | oka                   |
| Dopełniacz (Genitiv)     | oka                          | ok                    |
| Celownik (Dativ)         | oku                          | okom                  |
| Biernik (Akuzativ)       | oko                          | oka                   |
| Narzędnik (Instrumentál) | okiem                        | okami                 |
| Miejscownik (Lokál)      | oku                          | okach                 |
| Wołacz (Vokativ)         | oko                          | oka                   |

### Příklady
- Po powierzchni rosołu pływały oka. - Na hladině vývaru plavala oka.
- Oczy ludzi mogą mieć różne kolory. - Lidské oči mohou mít různé barvy.
- Złap te szklanki za ucha i idziemy! - Chyť tehle skleničky za ucha a jdeme na to!
- Bolą mnie uszy! - Bolí mě uši!
- dziesięć – dzieścia – dzieści (deset)
  - 10 = dziesięć
  - 20 = dwadzieścia
  - 30 = trzydzieści
  - 40 = czterdzieści
- sto – ście – sta (sto)
  - 100 = sto
  - 200 = dwieście
  - 300 = trzysta
  - 400 = czterysta

## Chorvatština a srbština
V chorvatštině a srbštině zůstal duál v podstatných jménech, která se vyskytují společně s čísly: dvě, tři a čtyři a se slovem oba/obě. Tento tvar je spojen s genitivem jednotného čísla a genitiv množného čísla je používán s čísly 5 a výš včetně.
| jednotné číslo                            | 1 vuk        |
| množné číslo (bez číslovky)               | vukovi       |
| duál (jednotný genitiv)                   | 2, 3, 4 vuka |
| množné číslo s číslovkou (množný genitiv) | 5 vukova     |

## Slovinština
Slovinština používá dvojné číslo v plném rozsahu. Při skloňování v některých případech se duál spojuje s množným číslem.

### Příklad
Skloňování podstatných jmen fant (chlapec), punca (děvče) a mesto (město):
| pád          | singulár    | singulár | singulár   | duál         | duál    | duál        | plurál       | plurál  | plurál    |
| ------------ | ----------- | -------- | ---------- | ------------ | ------- | ----------- | ------------ | ------- | --------- |
| nominativ    | fant        | punca    | mesto      | fanta        | punci   | mesti       | fantje       | punce   | mesta     |
| genitiv      | fanta       | punce    | mesta      | fantov       | punc    | mest        | fantov       | punc    | mest      |
| dativ        | fantu       | punci    | mestu      | fantoma      | puncama | mestoma     | fantom       | puncam  | mestom    |
| akuzativ     | fanta       | punco    | mesto      | fanta        | punci   | mesti       | fante        | punce   | mesta     |
| lokativ      | (pri) fantu | punci    | mestu      | (pri) fantih | puncah  | mestih      | (pri) fantih | puncah  | mestih    |
| instrumentál | (s) fantom  | punco    | (z) mestom | (s)fantoma   | puncama | (z) mestoma | (s) fanti    | puncami | (z) mesti |

## Ruština
V ruštině zůstalo dvojné číslo u podstatných jmen mužského rodu, která se objevují s čísly 2, 3, 4 a se slovem oba/obě. Přídavná jména v duálu mají své genitivy množných čísel pro mužský rod a formu nominativu pro ostatní.

### Příklad
| jednotné číslo                      | 1 новый завод        | 1 новая школа       | 1 новое платье       |
| plurál bez číslovky                 | новые заводы         | новые школы         | новые платья         |
| duál (genitiv j. č.)                | 2, 3, 4 новых завода | 2, 3, 4 новые школы | 2, 3, 4 новых платья |
| plurál s číslovkou (genitiv mn. č.) | 5 новых заводов      | 5 новых школ        | 5 новых платьев      |

## Skloňování číslovky dvě
Ve slovanských jazycích, (s výjimkou bulharštiny a makedonštiny), zůstaly ve skloňování číslovky dvě zachovány (některé) duálové tvary, jak ukazuje tabulka
| jazyk            | nominativ akuzativ vokativ                                                                 | genitiv lokativ                            | dativ                                      | instrumentál                               |
| ---------------- | ------------------------------------------------------------------------------------------ | ------------------------------------------ | ------------------------------------------ | ------------------------------------------ |
| staroslověnština | дъва (dǔva) (muž.) дъвѣ (dǔvě) (žen./stř.)                                                 | дъвою (dǔvoju)                             | дъвѣма (dǔvěma)                            | дъвѣма (dǔvěma)                            |
| běloruština      | два (muž./stř.) дзве (žen.)                                                                | двух (muž./stř.) дзвюх (žen.)              | двум (muž./stř.) дзвюм (žen.)              | двума (muž./stř.) дзвюма (žen.)            |
| čeština          | dva (muž.) dvě (žen./stř.)                                                                 | dvou                                       | dvěma                                      | dvěma                                      |
| chorvatština     | dva (muž./stř.) dvije (žen.)                                                               | dvoje/dvojice (muž./stř.) dviju (žen.)     | dvama (muž./stř.) dvima/dvijema (žen.)     | dvama (muž./stř.) dvima/dvijema (žen.)     |
| lužická srbština | dwaj (muž.) dwě (žen./stř.)                                                                | dweju                                      | dwěmaj                                     | dwěmaj                                     |
| polština         | dwaj/dwóch (muž. osoby) dwa (muž. ost./stř.) dwie (žen.)                                   | dwu / dwóch                                | dwu / dwóm                                 | dwoma (muž./stř.) dwiema (žen.)            |
| ruština          | два (muž./stř.) две (žen.)                                                                 | двух                                       | двум                                       | двумя                                      |
| srbština         | два/dva (muž./stř.) две/dve (žen.)                                                         | двају/dvaju (muž./stř.) двеју/dveju (žen.) | двома/dvoma (muž./stř.) двема/dvema (žen.) | двома/dvoma (muž./stř.) двема/dvema (žen.) |
| slovenština      | dvaja (muž. živ.), dva (muž. neživ.)/ dvoch (muž. živ.), dva (muž. neživ.) dve (žen./stř.) | dvoch                                      | dvom                                       | dvoma / dvomi                              |
| slovinština      | dva (muž.) dve (žen./stř.)                                                                 | dveh                                       | dvema                                      | dvema                                      |
| ukrajinština     | два (muž./stř.) дві (žen.)                                                                 | двох                                       | двом                                       | двома                                      |

1. ↑  jenom v nominativu

## Další příklady

### Makedonština
| jednotné číslo           | duál   | plurál |
| ------------------------ | ------ | ------ |
| konj (kůň – střední rod) | konja  | konji  |
| čekor (krok – muž. rod)  | čekora | čekori |
| čas (hodina – žen. rod)  | časa   | časovi |

### Litevština
| jednotné číslo  | duál    | plurál   |
| --------------- | ------- | -------- |
| vyras (muž)     | vyru    | vyrai    |
| mergina (děvče) | mergini | merginos |
| einu (jdu)      | einava  | einame   |